# Dysmachus gratiosus
Dysmachus gratiosus là một loài ruồi trong họ Asilidae. Dysmachus gratiosus được Richter miêu tả năm 1973. Loài này phân bố ở vùng Cổ Bắc giới.